# 슈퍼볼 50
슈퍼볼50은 2016년 2월 7일(현지기준) 캘리포니아주 샌타클래라의 리바이스 스타디움에서 열린 내셔널 풋볼 콘퍼런스 챔피언 캐롤라이나 팬서스와 아메리칸 풋볼 콘퍼런스 챔피언 덴버 브롱코스의 슈퍼볼 경기이다. 슈퍼볼 뒤에 로마 숫자를 붙이던 기존의 방식과는 다르게 ('슈퍼볼 50'을 로마숫자로 표기하면 'SUPER BOWL L'로 표기해야 하는데, 이 경우 영어 철자 L이 연속적으로 표기되어 혼란을 야기할 수 있다는 우려) 예외적으로 아라비아 숫자 '50'을 공식적으로 사용하였다. 이날 경기는 덴버 브롱코스가 캐롤라이나 팬서스를 24-10으로 이겼으며, MVP로는 브롱코스의 라인백커 본 밀러가 선정되었다. 이로써 덴버 브롱코스는 17년만에 트로피를 들어올리게 되었으며, 덴버 브롱코스의 스타 쿼터백 페이튼 매닝은 이번 우승으로 개인 2번째 슈퍼볼 우승을 기록하였으며, 팀의 통산 3번째 슈퍼볼 우승을 견인하였다.
국가는 미국 여가수 레이디 가가가 불렀으며, 하프타임 쇼는 영국 락 밴드 콜드플레이가 비욘세, 브루노 마스와 마크 론슨과 함께 해 많은 팬들의 주목을 받았다.